# Tégula

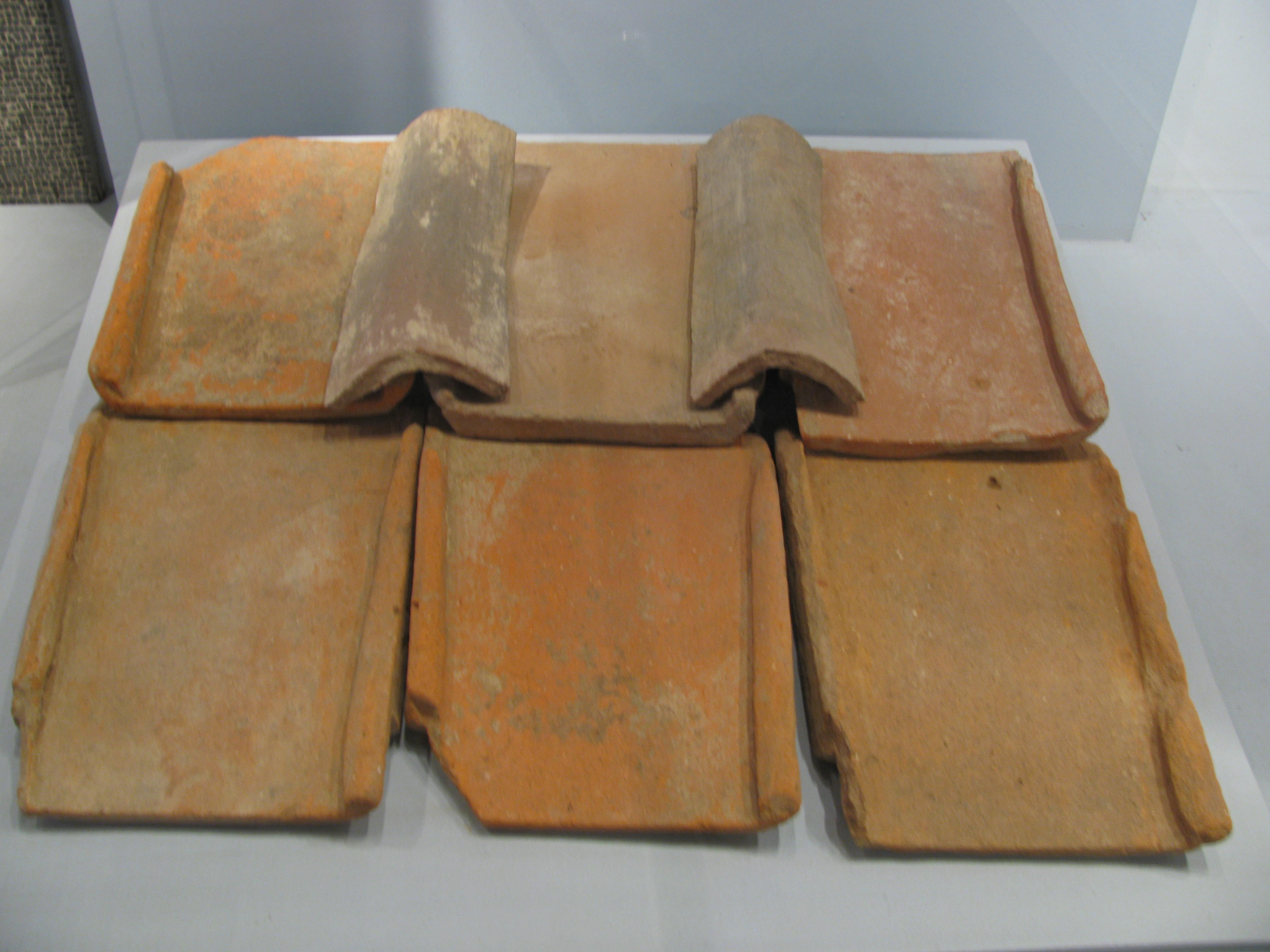
Tégula no museu de Feurs

Tégula é um tipo de telha feita em barro, em época grega e romana que se estende até à Idade Média. Alguns casos, surge em construções da época contemporânea (Paço dos Duques de Bragança, em Guimarães). Deriva da palavra latina tegula.
Possui uma forma plana com rebordos laterais de forma a encaixar as peças uma a uma e contendo água para as extremidades.
As laterais com rebordo eram protegidas por outro tipo de telha, denominada em Latim de imbrex ou ímbrice. Por sua vez, esta tinha uma forma curva, em meia cana.